# Palacio del Rey Don Pedro (Toledo)
La Casa Güena o Casas Principales del Señor de Higares, erróneamente conocida como palacio del Rey Don Pedro, es un edificio de la ciudad española de Toledo.

## Descripción

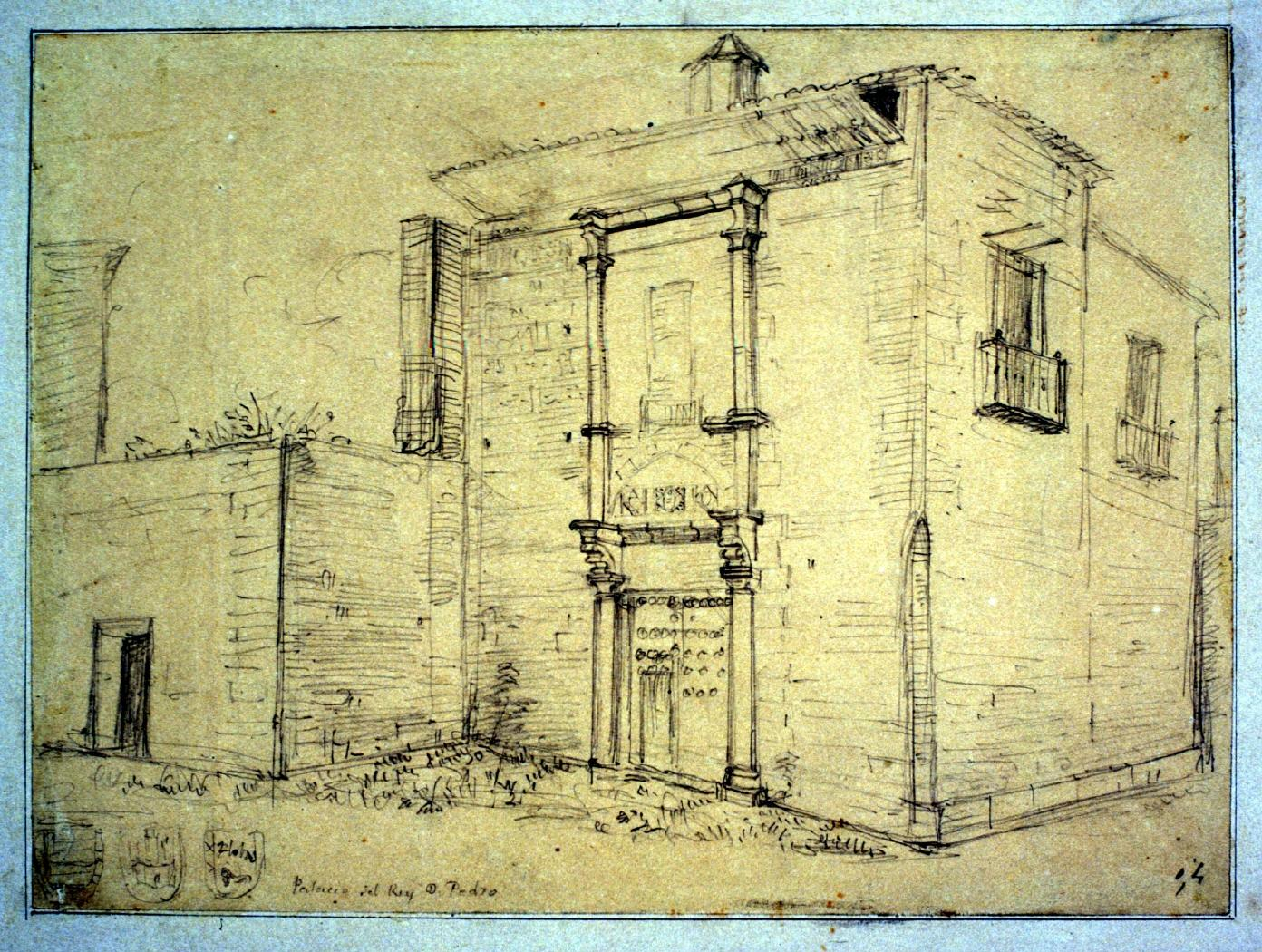
El edificio dibujado por Valentín Carderera

Se trata de un edificio ubicado en la ciudad española de Toledo, capital de la provincia homónima.
Es «erróneamente» conocido —por haberse erigido después de la muerte de dicho rey— como «Palacio del Rey Don Pedro» y en su fachada, de lo poco que se conserva del inmueble original, hay tres escudos. Se ubica en la plaza de Santa Isabel. De este palacio se habría rescatado un arco que se trasladó a la capilla de la Concepción Jerónima del convento de la Concepción.
Es sede de la Escuela de Traductores de Toledo, un centro adscrito a la Universidad de Castilla-La Mancha.